# Pedro Gamboni
Pedro Gamboni Vera (Valparaíso, Chile, 26 de septiembre de 1825 - Iquique, Chile, 27 de diciembre de 1895) fue un ingeniero químico e industrial salitrero chileno que realizó importantes estudios relacionados con el salitre y el yodo en las regiones de Tarapacá y Antofagasta.

## Primeros años
Bautizado como Pedro Gamboni Vera en Valparaíso, Chile. Eran sus padres el próspero comerciante nacido en la isla italiana de Cerdeña, don Pietro Gamboni y doña María del Carmen Vera, natural de Perú. Mientras que sus padres se encontraban instalados en el joven puerto boliviano de Lamar, conocido también como Cobija, Gamboni realizaba sus estudios primarios en la ciudad de Valparaíso. En 1848 pasa brevemente por Iquique, en donde al adentrarse en la pampa, toma conocimiento de las necesidades de la emergente industria salitrera, es por este motivo que decide en su veintena estudiar química e ingeniería en los principales centros de Europa y los Estados Unidos.

## Se establece en Iquique
Ya establecido en Iquique a mediados del siglo XIX, se dedica al negocio de importaciones y exportaciones, como también a la extracción de plata en Huantajaya. Por ese mismo tiempo obtiene las estacas donde instaló su propia oficina salitrera, a la que denominó Sebastopol, donde realizó los primeros ensayos y trabajos con el salitre. Contrae matrimonio en Iquique el año 1859 con Martina Romero, natural de Matilla, hija de Juan Bautista Romero y de Felipa Solís de Arco y de la Fuente.

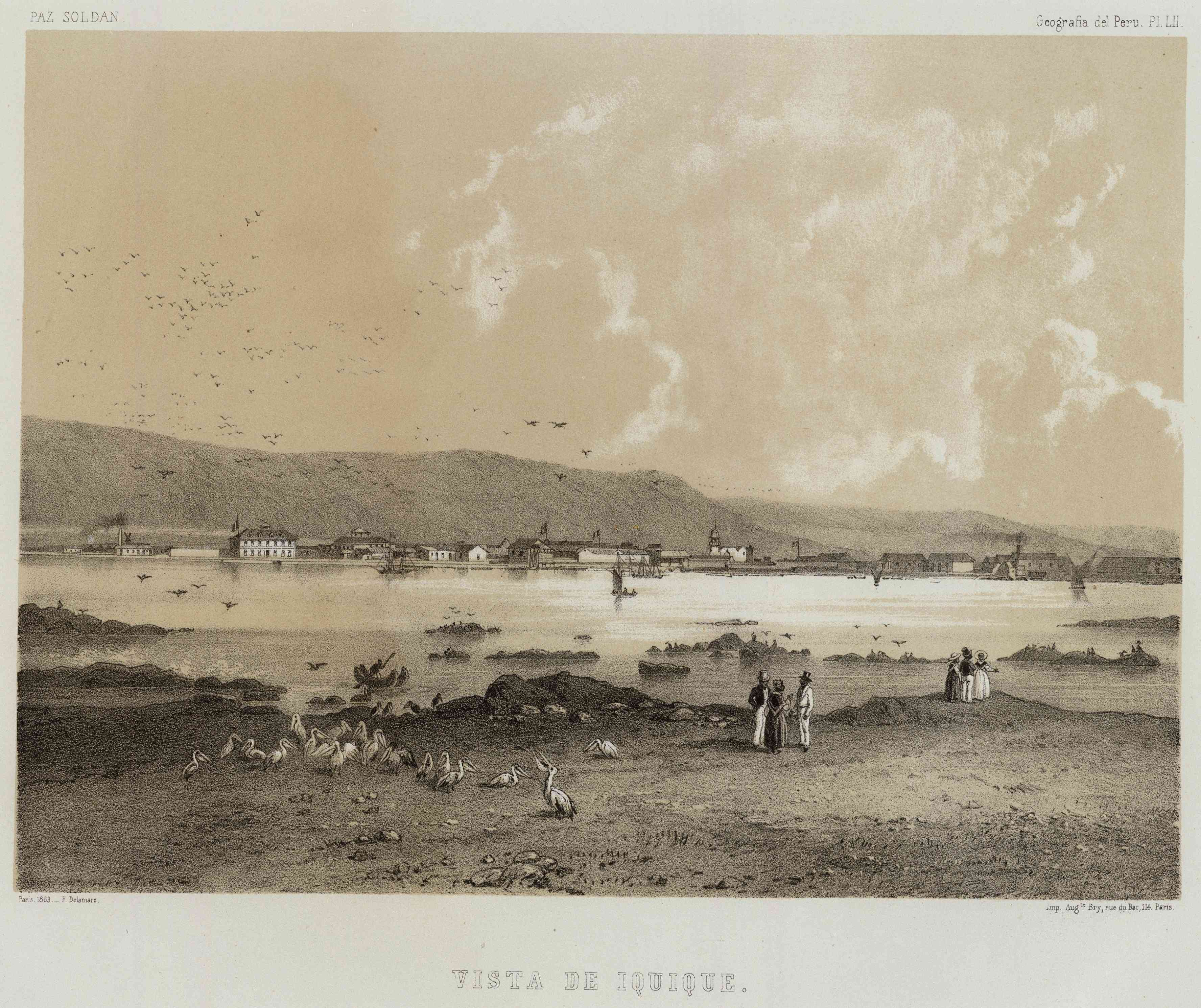
Puerto de Iquique en 1863.

## Trabajos en la pampa salitrera
Gamboni, uno de los chilenos pioneros, junto a Santiago de Zavala, en trabajar las salitreras de la región de Tarapacá, entonces territorio peruano. Al llegar en 1850, rápidamente estudia el defectuoso sistema de elaboración del salitre en vigencia, llamado "Paradas", que consistía en calentar dicho producto en unos fondos a fuego directo, lo cual requería un significativo gasto de combustible, y cuyo resultado era un salitre de baja pureza y demandante de caliches con una ley de entre 50 a 70%, esto a la larga exigía el traslado de los trabajos de un lugar a otro. Gamboni planteó entonces un sistema basado en el uso del vapor, con el que se hacía necesario instalar grandes tuberías y calderas en los planteles salitreros, naciendo así el concepto de oficina salitrera como las conocemos hoy. Este nuevo sistema llamado "vapor abierto" ahorraba combustible, conseguía un producto de pureza superior y solo requería una ley de 25% en los caliches. En 1853 presenta este sistema de vapor abierto ante el Gobierno peruano, obteniendo una patente de invención.

## El yodo en las aguas madres del salitre y el primer sistema Gamboni
En 1835 el naturalista inglés Charles Darwin de visita en el entonces caserío de Iquique y la pampa, toma muestras de caliche, encontrando en ellos presencia de yodo, de esta situación también estaba en conocimiento Hayes en Norteamérica, quien en 1840 encontró yodo en unas muestras de caliche obtenidas desde Iquique. Si bien se tenía conocimiento de la presencia de yodo en el caliche, aún no existía un sistema para su extracción. En vista de la abundante materia prima para elaborar el yodo, Pedro Gamboni comienza a trabajar en un método para beneficiarse de esta industria. Primero estudia las aguas madres del salitre, que provenían del sistema de vapor abierto inventado por él mismo. A este caldo agregó sulfato y nitrato de cobre y sulfato y protosulfato de hierro, mezcla que se dejaba en tinas de madera. De esta manera patenta su sistema y consigue un privilegio exclusivo para su elaboración por un término de diez años, este privilegio fue expedido por el presidente peruano Mariano Ignacio Prado, el 26 de junio de 1866. Hay que destacar que anterior a este sistema el yodo se extraía de las algas marinas, sistema superado ampliamente en cuanto a ahorro cantidad y ganancias por el de Gamboni. Logró reunir una considerable fortuna y se dirigió a Europa por espacio de cuatro años para abrirle mercado al yodo y perfeccionarse en el campo de la química. En su retorno a Iquique y de paso por Nueva York es nombrado miembro honorario de la Sociedad de Inventos de los Estados Unidos, y en Lima se le otorgó una medalla de oro por sus valiosos descubrimientos. Poco tiempo después descubre el método para purificar el borax y extraer el ácido bórico.

## Segundo sistema para extraer el yodo de las aguas madres del salitre
Nueve años después de patentar su primer sistema para beneficiar el yodo, Pedro Gamboni presenta un segundo método cuyos resultados eran superiores al anterior, este sistema se utiliza con leves cambios hasta el día de hoy en algunas empresas nitreras de Tarapacá y Antofagasta. Este sistema aún más económico en su elaboración, era fácil de poner en práctica, solo requería juntar las aguas madres del salitre con bisulfito de sodio, quedando decantado en unas bateas, para luego ser lavado, según esta formula: 2NaIO3+5 NaHSO3 3NaHSO4+2Na2SO4+H2O+I2. Gracias a este sistema obtiene otro privilegio exclusivo por cinco años, otorgado por el presidente de Perú don Manuel Pardo y Lavalle el 27 de mayo de 1873, cuyo informe fue confeccionado por don Antonio Raimondi.

## Epílogo
La influencia que ejerció el trabajo de Gamboni en el enriquecimiento de los gobiernos de Perú, Bolivia y Chile a su vez, y de los industriales salitreros, no podía menos que dejarlo en una cómoda situación a la hora de su muerte, pero no fue ese el caso. Desde la implantación de su sistema de vapor abierto en 1853 debió enfrentar los atropellos a sus derechos, desde ocupaciones ilegales en terrenos salitreros de su propiedad, hasta las violaciones por parte de los salitreros y anulaciones hechas por Perú a sus privilegios exclusivos, como fue el caso de la anulación que lograron respecto a los derechos de Gamboni sobre el yodo en 1870: Gibbs, Hainsworth y Gildemeister. Para compensar la falta, los industriales debían otorgar a Gamboni 15 centavos por cada libra de yodo producido. Nuevamente en 1874 los susodichos industriales salitreros consiguen la anulación del segundo privilegio por cinco años. Este mismo año se inició un juicio contra los salitreros Fölsch y Martin, quienes estuvieron utilizando ilegalmente desde sus comienzos el segundo sistema para elaborar el yodo. Pedro Gamboni muere el año 1895 en Iquique.

## Carta de don Guillermo Billinghurst
Iquique, 5 de marzo de 1885
Señor don Pedro Gamboni.
Muy señor mío:
Correspondiendo a la favorecida de V. fecha de ayer, me es grato hacer la exposición siguiente: La presencia del yodo en las aguas madres del salitre fue descubierta por V. en el año 1856. El químico Mr. Girdwood que trabajaba en el establecimiento de don Jorge Smith, en La Noria, hacía tiempo que procuraba cerciorarse de este hecho; pero no fue tan feliz como V.
Por decreto de 26 de junio de 1866, es decir después de diez años de perseverantes estudios de parte de V., el Gobierno Peruano le concedió privilegio exclusivo para la extracción del yodo por el término de diez años y según el procedimiento adoptado por V.
Por decreto supremo de 23 de junio de 1870 resolvió el Gobierno lo siguiente, respecto del privilegio de que V. estaba premunido:
1° La producción de yodo en la provincia de Tarapacá es completamente libre; 2° los productores de este artículo abonarán a don Pedro Gamboni, actual privilegiado, y por el tiempo que falta para la espiración de su patente, el derecho de 15 centavos por libra; 3° La venta de este artículo en los mercados extranjeros la hará una sola casa comisionada al efecto por el Gobierno con arreglo al Código de Comercio y con el premio que se le señalará; 4° La casa explotadora, abonará, por ahora, en la Aduana respectiva un derecho de 15 centavos por libra, que lo cargará a los productores quedando la exportación bajo la más estricta vigilancia del Fisco y del privilegiado.
Los motivos que tuvo el Gobierno para dictar el decreto que precede están consignados en la memoria de Hacienda de 1870, y son los siguientes:
El Gobierno dictatorial de 1866 premunió al industrioso don Pedro Gamboni con una patente para la producción exclusiva de este artículo en Tarapacá, por el periodo de diez años. A favor de ella Gamboni se entregó afanosamente a su industria, llegando a colocarse en condiciones de producir y expender en los mercados extranjeros la cantidad de 500.000 libras, término medio, al precio de un sol sesenta centavos cada una, con una uti-lidad libre de 400.000 soles: o sea un ciento por ciento de la producción.
Un provecho de esta especie no podía menos que despertar el más vivo interés de parte de los demás industriosos del lugar, que se veían privados de sus beneficios, en fuerza de privilegio concedido a Gamboni; y elevaron sus reclamaciones al Gobierno para que levantase aquel obstáculo, declarando libre esa industria. La remunerada expropiación de los derechos de Gamboni era el único medio acertado, legítimo y compatible con la apetecida libertad de aquella industria; y se ha realizado en las más favorables condiciones, por medio de un beneficio de 15 centavos por libra, concedido al patentado en la exportación del yodo, por el tiempo que le falta para la expiración de su patente.
El decreto de 23 de junio de 1870 dejó a los salitreros en la más amplia libertad para elaborar y exportar yodo, por cualquier procedimiento. Sin embargo, tres años pasaron sin que se explotase de Tarapacá ni una sola libra de este artículo.
La creencia general en esta provincia fue de que los salitreros que habían reclamado al Gobierno para que se les dejase elaborar yodo por otro procedimiento que no fuera el de V., reclamación que motivó el referido decreto de 23 de junio, no solo no tenían ningún procedimiento nuevo, sino que aún ignoraban el procedimiento patentado en 1866.
En julio de 1877 comenzaron, sin embargo, a producir yodo, apelando según se dijo, entonces, al sistema adoptado por V.
En julio se exportó 89 quintales 42 libras españolas; en agosto 41 quintales 89 libras; en noviembre 21 quintales 54 libras y en diciembre 99 quintales 15 libras.
Por resolución suprema de 29 de mayo de 1873 el Gobierno concedió a V. un nuevo privilegio por el término de cinco años, para la extracción del yodo. El procedimiento que mereció esta patente fue distinto del de la patente anterior.
El agente con que se dispuso V. extraer el yodo de las aguas madres desde 1873 era el sulfito de soda que le dio mejores resultados que el reactivo anteriormente empleado.
Al tramitar V. ante el Gobierno la solicitud para obtener su nueva patente, recuerdo que los señores J. Gildemeister y Ca. se presentaron oponiéndose a la nueva concesión, y manifestando que ellos poseían un nuevo invento; pero no pudieron justificar este aserto. No se tomó en consideración tampoco la oposición que hicieron los señores Gibbs y Hainsworth a quienes se les dejó en pleno goce del sistema que ellos adoptaron y que no fuera el de V.
El privilegio de 1873 terminó en el año 1878.
Hasta la fecha el procedimiento adoptado por la generalidad de las oficinas productoras de yodo ha sido el del bisulfito de soda, denominado también licor.
La máquina Limeña de Gibbs y Ca. Según entiendo es una de las pocas oficinas que no empleaban aquel reactivo.
El Gobierno del Perú amparó a estos productores por decreto de 6 de marzo de 1874 en el procedimiento que tenían adoptado y que difería del empleado en las demás oficinas. Si las demás oficinas productoras de yodo hubiesen empleado un procedimiento distinto al referido del bisulfito de soda, habrían obtenido igual amparo.
Es evidente que los dueños de fábricas de yodo prohibían la entrada de personas que no fueran empleados de la oficina, en las denominadas “casas de yodo”. Ignoro si esto tenía por objeto impedir que los de afuera se percatasen del procedimiento de extracción que empleaban o sencillamente para que no interrumpieran el mecanismo y orden interior de la fábrica.
Creo que la exposición que precede bastará para el objeto que V. se haya propuesto.
Sin embargo V. sabe que ahora como siempre tendré mucho gusto en poner a su disposición mi pequeño archivo particular para el esclarecimiento de cualquier punto que yo haya omitido.
Soy de V. atento seguro servidor.
Guillermo Billinghurst Angulo